# Batjkovo
Batjkovo (bulgariska: Бачково) är ett distrikt i Bulgarien.   Det ligger i kommunen Obsjtina Asenovgrad och regionen Plovdiv, i den centrala delen av landet, 150 kilometer sydost om huvudstaden Sofia.
Trakten runt Batjkovo består till största delen av jordbruksmark. Runt Batjkovo är det ganska tätbefolkat, med 104 invånare per kvadratkilometer.